# Сойонг Йон
Сойонг Йон (кор. Soyoung Yoon; нар. 1984, Сеул) — південнокорейська скрипалька.

## Біографія
Сойонг Йон почала вчитися грі на скрипці з п'яти років. Вона відвідувала Євонську середню школу мистецтва в Сеулі, а згодом художню гімназію. 2002 року, як «особливо обдарована» вона поступила до Національного університету мистецтв у Сеулі, де її викладачем був професор Нам Юн Кім. У Кельнській вищій школі музики вона навчалася у відомого музичного педагога Захара Брона. Продовжила навчання в Цюрихській вищій школі мистецтв, куди перейшов на роботу Захар Брон. Також проходила навчання у Шломо Мінца та Іди Гендель.
Сойон Йон виступала з концертами з такими відомими колективами, як London Mozart Players, Цюрихський камерний оркестр, Басконський національний оркестр, Філармонія націй, Симфонічний оркестр Кельнського радіо, Віртуози Москви.
Сойонг Йон входить до Квартету Страдіварі, під час концертів якого грає на скрипці короля Георга, виготовленій Антоніо Страдіварі 1710 року.

## Відзнаки
Сойонг Йон була лауреатом таких конкурсів:
- Конкурс імені Ієгуді Менухіна (2002),
- Конкурс імені Георга Куленкампффа (2003),
- Конкурс імені Тібора Варги (2005),
- Конкурс імені Давида Ойстраха (2006)
- Міжнародний конкурс імені Петра Чайковського (2007)
- Конкурс імені королеви Єлизавети (2009).
- Срібна медаль на конкурсі International Violin Competition of Indianapolis (2010)
- Золота медаль на конкурсі 14th International Henryk Wieniawski Violin Competition (2011).

## Дискографія
2012 року з'явився дебютний альбом «Сібеліус і Чайковський — концерти для скрипки». 2013 року альбом було номіновано на премію International Classical Music Award (ICMA) в категорії «Концерти».